# 마라노
마라노(Marrano)는 스페인어에서 돼지 또는 지저분한 사람을 나타내는 말이다. 역사 용어로는 한때 스페인에서 콘베루소라고 불리는 기독교로 개종한 유대인을 비하하는 용어로 사용되었다.

## 같이 보기
- 유대주의자
- 가쿠레키리시탄